# Transparencia radical
La transparencia radical es una frase utilizada en los campos de gobierno, política, diseño de software y negocios para describir acciones y enfoques que aumentan radicalmente la apertura del proceso y los datos de la organización. Su uso se entendió originalmente como un enfoque o acto que utiliza abundante información en red para acceder a procesos organizativos o datos de resultados previamente confidenciales.

## Historia y usos
El uso moderno del término transparencia radical coincidió con un mayor uso público de las tecnologías de comunicación e Internet. Kevin Kelly argumentó en 1994 que, "en la era de la red, la apertura gana, el control central se pierde". : p.116  El escrito de David Brin La Sociedad Transparente vuelve a imaginar las consecuencias sociales de la transparencia radical remezclando la obra de Orwell, 1984 . Sin embargo, el argumento político explícito para la "transparencia radical" se formuló por primera vez en un artículo de Asuntos Exterioresde 2001 sobre tecnología de la información y la comunicación que impulsa el crecimiento económico en las regiones en desarrollo. En 2006, Chris Anderson, de Wired, escribió en su blog sobre el cambio del secreto a la transparencia que la cultura de los blogs había hecho en las comunicaciones corporativas, y destacó el siguiente paso como un cambio hacia la "transparencia radical", donde "el proceso de desarrollo del producto completo [queda] al descubierto, y abierto a la opinión del cliente". Para 2008, el término se estaba utilizando para describir la plataforma WikiLeaks que descentralizó radicalmente el poder, las voces y la visibilidad del conocimiento de gobernanza que anteriormente era secreto. : p.58 

## Contextos

### Transparencia corporativa radical
La transparencia corporativa radical, como concepto filosófico, implicaría eliminar todas las barreras para el acceso público gratuito y fácil a la información corporativa, política y personal, y el desarrollo de leyes, normas, y procesos que faciliten tales  resultados.
El uso de estos métodos para "responsabilizar a las corporaciones en beneficio de todos" se enfatizó en el libro de Tapscott y Ticoll, The Naked Corporation  en 2003. La transparencia radical también ha sido explicada por Dan Goleman como un enfoque de gestión donde (idealmente) toda la toma de decisiones se lleva a cabo públicamente. Específico a este enfoque es el potencial de las nuevas tecnologías para revelar el impacto ecológico de los productos comprados para dirigir a los consumidores a tomar decisiones informadas y a las empresas a reformar sus prácticas comerciales. 

En la gestión tradicional de las relaciones públicas, el control de daños implicaba la supresión de la información pública. Pero, como observó Clive Thompson en Wired, Internet ha creado una fuerza hacia la transparencia:  
Hay una paradoja interesante: la economía de reputación crea un incentivo para ser más abierto, no menos. Como los comentarios de Internet son inevitables, la única forma de influir en ellos es ser parte de ellos. Ser transparente, abierto, publicar material interesante con frecuencia, es la única forma de acumular enlaces positivos contigo mismo y, por lo tanto, influir directamente en tu reputación googleable.
Mark Zuckerberg ha opinado que "una mayor transparencia debería generar una sociedad más tolerante en la que las personas finalmente acepten que todos a veces hacen cosas malas o vergonzosas".

### Transparencia política radical
Se instituyó una forma parcial de transparencia radical en los parlamentos del sistema de Westminster, a través de registros completos de debates en el parlamento, registrados y publicados en lo que se conoce como Hansard, mientras que los textos de las leyes propuestas y las leyes finales son, en principio, documentos públicos. 
Desde finales de la década de 1990, muchos parlamentos nacionales decidieron publicar todos los debates parlamentarios y las leyes en Internet. Sin embargo, los textos iniciales de las leyes propuestas y las discusiones y negociaciones sobre ellos generalmente ocurren en las comisiones parlamentarias y entre los partidos políticos, que rara vez son transparentes. Además, dada la complejidad lógica y lingüística de las leyes nacionales típicas, la participación pública es difícil a pesar de la transparencia en el nivel parlamentario formal. 
La transparencia radical también se ha sugerido en el contexto de las finanzas públicas y la economía pública. En Missed Information, Sarokin y Schulkin llevan el concepto aún más lejos, abogando por la hipertransparencia de la toma de decisiones del gobierno, una situación en la que todos los registros internos, correos electrónicos, actas de reuniones y otra información interna están proactivamente disponibles para el público. La hipertransparencia revierte el modelo actual de acceso a la información solo bajo solicitud, en su lugar, hace que toda la información esté disponible por defecto a menos que se retenga por exenciones limitadas como la información personal o la seguridad nacional. 

### Transparencia educativa radical
También está surgiendo un enfoque radicalmente transparente dentro de la educación. Los recursos educativos abiertos (REA) son de libre acceso, generalmente documentos y medios con licencia abierta que son útiles para la enseñanza, el aprendizaje, la educación, la evaluación y la investigación. Aunque algunas personas consideran que el uso de un formato abierto es una característica esencial de los REA, este no es un requisito universalmente reconocido. Además, las actividades de los cursos en línea también son cada vez más accesibles para otros.  Un ejemplo son los nuevos y populares cursos masivos abiertos en línea (MOOC). 